# Књига за Марка
Књига за Марка је збирка приповедака за децу српске књижевнице Светлане Велмар-Јанковић. Књигу је илустровао Владимир Станковски. Приче у овој збирци говоре о детињству српских владара.
У српским основним школама збирка прича Књига за Марка налази се у програму лектире за 4. разред.

## О аутору
Светлана Велмар-Јанковић (1933—2014) рођена је у Београду где се школовала и живела. Дела су јој превођена на енглески, француски, немачки, шпански, италијански, бугарски и мађарски језик. За свој књижевни рад добила је бројне награде и признања: „Исидора Секулић“, Награда „Иво Андрић“, Награда „Меша Селимовић“, Награда „Ђорђе Јовановић“, Награда „Бора Станковић“, Награда Народне библиотеке Србије за најчитанију књигу у 1992. години, Нинова награда, Награда „Невен“, Награда „Политикиног забавника“, Награда „6. април“ за животно дело о Београду, Награда „Мишићев дукат“, Награда „Стефан Митров Љубиша“ и Награда „Жак Конфино“. За дописног члана Српске академије наука и уметности изабрана је 2006. а за редовног члана 2009.

## О књизи
Ауторка о настанку и о оме коме је Књиге за Марка намењена, у уводном делу где се обраћа својим читаоцима каже:
| „ | Ову књигу сам замислила и написала као поклон мом унуку Марку Ђ. Протићу. Али она је замишљена и писана као поклон и свим девојчивцама и дечацима - а воле да читају...сва деца о којој се овде прича, стварно су постојала. Живела су у оним временима у којима се није знало ни за аутомобиле, ни за авионе, чак ни за електрично осветљење...Живела су та деца давно и другачије а ипак се, видећете, нису много разликовала од вас... | ” |

Идеја за књигу настала је након што је 1991. на свет дошао унук ауторке. У Књизи за Марка деца се на интересантан и маштовит начин, кроз бајке, упознају са неким од најзнаменитијих личности српске историје. Радња прича се одиграва у средњем веку, у детињству јунака Стефана Немање, Светог Саве, Стефана Дечанског, Душана Силног, кнеза Лазара, Деспота Стефана и Краљевића Марка.
Књига има бајковиту тематику кроз коју се провлаче историјске чињенице, али говори и о дечјој психологији. Иако су јунаци ових прича живела у средњем веку, као и данашња деца, имала су готово исте проблеме. Одрастање и улазак у свет одраслих био је једнако тежак, мучан, пун страхова, сумњи и несигурности као и данас. Ауторка наводи читаоца да се запита како ли су они проводили време? Шта су радили? О чему су размишљали? Читаоц схвата да, иако су се време и простор, услови, мењали из епохе у епоху, људска бит је остала иста. На крају сваке приче, после упознавања читаоца са догодовштина из детињства српских владара, на крају сваке је кратка биографија личности о којој се говорило, наводећи битке или важне догађаје по којима су те историјске личности познате. Најважније поруке књиге јесу оне које ауторка шање деци овом књигом. Најбитнија порука говори како је уз довољно вере, труда, љубави и упорности, сасвим могуће надвладати страхове и испунити најплеменитија дела и снове.